# 1134 Kepler
1134 Kepler este o planetă minoră (asteroid), cu un diametru de , din Mars-crossing asteroid[*]. A fost descoperită pe 25 septembrie 1929 la Observatorul Königstuhl de Max Wolf și a fost numită după Johannes Kepler. 
Obiectul prezintă o orbită caracterizată de o semiaxă mare de 2,677282 UAi, o excentricitate de 0,47, o înclinație de 15,31394 ° în raport cu ecliptica.